# Gillis van Scheyndel

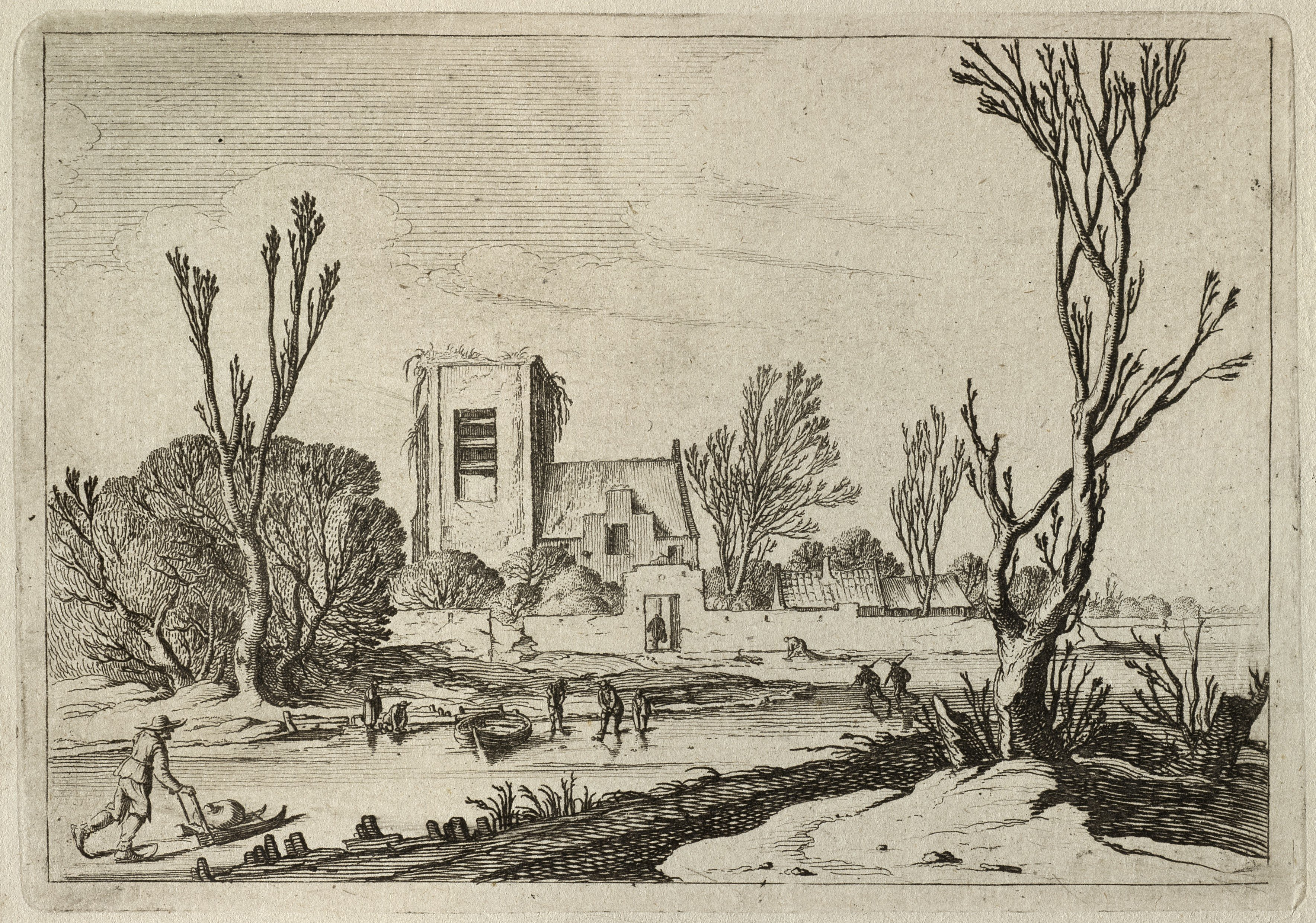
Paesaggio invernale

Gillis o Aegidius van Scheyndel,  o Scheijndel o Scheindel o Schendel (1595  (1594-1596) – 24 dicembre 1660  (1653-1660)), è stato un incisore, disegnatore e pittore olandese del secolo d'oro.

## Biografia
Poco si conosce della vita di quest'artista. Operò inizialmente ad Abcoude fino al 1623, per proseguire la sua carriera artistica ad Amsterdam fino al 1653. Produsse parecchie incisioni, in particolare da opere di Esaias van de Velde e Dirck Hals. Questo fatto suggerisce la possibilità che van Scheyndel abbia operato anche in Haarlem.
Rappresentò principalmente soggetti religiosi e di genere, paesaggi, ritratti e ornamenti.